# Bedömningssamtal
Bedömningssamtal är de samtal som sker innan psykoterapi, psykoanalys eller kognitiv beteendeterapi (KBT) påbörjas, och där terapeut och patient möts för att se om de har förutsättningar för samarbete med syfte att lösa patientens problem.
En central komponent i bedömningssamtalen handlar om ramarna eller grundreglerna i terapin: det vill säga de villkor terapeuten ställer för att samarbetet skall kunna bli meningsfullt. Ramarna ingår i det psykoterapeutiska kontrakt som oftast muntligt överenskommes innan psykoterapistart.